# کیمیا علیزاده
کیمیا علیزاده زنوزی (زادهٔ ۱۹ تیر ۱۳۷۷) تکواندوکار ایرانی‌تبار و نماینده بلغارستان در مسابقات بین‌المللی است. او تا سال ۲۰۱۸ برای ایران به رقابت می‌رفت ولی پس از خروج از ایران، از سال ۲۰۱۹ تا ۲۰۲۳ در قالب تیم پناهندگان و از سال ۲۰۲۴ بدین سو برای بلغارستان به رقابت می‌پردازد.
او در المپیک ۲۰۱۶ ریودوژانیرو با کسب مدال برنز در وزن ۵۷ کیلوگرم، تبدیل به نخستین زن ایرانی شد که در تاریخ ورزش ایران در بازی‌های المپیک، برنده مدال شده است. وی با ۱۸ سال سن، جوان‌ترین مدال‌آور تاریخ ایران و تاریخ کشورهای خاورمیانه در دوره‌های المپیک است. پیش از او ناصر گیوه‌چی در المپیک ۱۹۵۲ هلسینکی کم‌سن‌ترین مدال‌آور ایران و نعیم سلیمان‌اوغلو در المپیک ۱۹۸۸ سئول کم‌سن‌ترین مدال‌آور یک کشور خاورمیانه‌ای بود.
علیزاده در تیر ۱۳۹۷ به عنوان پرچمدار کاروان ایران در بازی‌های آسیایی ۲۰۱۸ جاکارتا انتخاب شد. اما به دلیل مصدومیت از حضور در بازی‌ها کناره‌گیری کرد. پس از این اتفاق، الهه احمدی تیرانداز ایرانی به عنوان پرچمدار کاروان ایران، جایگزین کیمیا علیزاده شد.
در ۱۸ دی ۱۳۹۸ برخی خبرگزاری‌ها از بازنگشتن وی از سفر به کشور هلند خبر داده و اعلام کردند که وی در بازی‌های المپیک تابستانی ۲۰۲۰ توکیو با پرچم کشور هلند بر روی شیاپ‌چانگ خواهد رفت. بنابر گزارش خبرگزاری رویترز، کیمیا علیزاده تابستان ۲۰۲۱ زیر پرچم سفید و به‌عنوان یکی از اعضای تیم پناهندگان المپیک ۲۰۲۰ در این مسابقات شرکت می‌کند. پس از عدم موفقیت در اخذ تابعیت آلمان، علیزاده در سال ۲۰۲۴ تابعیت و گذرنامه کشور بلغارستان را دریافت کرد و از این پس برای بلغارستان رقابت خواهد کرد.
در مهر ۱۳۹۸ بی‌بی‌سی، علیزاده را به‌عنوان یکی از ۱۰۰ زن الهام‌بخش و تأثیرگذار سال ۲۰۱۹ برگزید. او در نخستین واکنش به وضعیت خود در ایران در پیامی اینستاگرامی نوشت: «من یکی از میلیون‌ها زن سرکوب شده در ایرانم که سال‌هاست هر طور خواستند بازی‌ام دادند.»

## زندگی شخصی
کیمیا علیزاده زنوزی در ۱۹ تیر ۱۳۷۷ در کرج و در خانواده‌ای آذربایجانی زاده شد. مادرش اهل استان اردبیل و پدرش نیز اهل شهر زنوز شهرستان مرند است. کیمیا فرزند بزرگ خانواده است و یک برادر کوچکتر از خود دارد.
کیمیا علیزاده در ۳۱ مرداد ۱۳۹۷ با حامد معدنچی، والیبالیست پیشین، ازدواج کرد.
کیمیا علیزاده در اواخر تیر ۱۴۰۱ در یک پست اینستاگرامی خبر از طلاق خود و حامد معدنچی داد.

## زندگی حرفه‌ای

### بازی‌های آسیایی ۲۰۱۴
کیمیا علیزاده در سن نوجوانی به نام «پدیدهٔ تکواندو» شناخته می‌شد و مربیان تیم ملی ایران روی مدال‌آوری او در بازی‌های آسیایی ۲۰۱۴ حساب کرده بودند. از علیزاده که آن موقع در وزن منهای ۶۲ کیلوگرم رقابت می‌کرد به عنوان یکی از طلایی‌های کاروان ورزشی ایران یاد می‌شد. او برای حضور در بازی‌های آسیایی ۲۰۱۴ به کره‌جنوبی سفر کرد اما به دلیل سن کم و نداشتن کمینه سن قانونی برای حضور در بازی‌ها که ۱۷ سال بود از حضور در بازی‌ها محروم شد. فدراسیون تکواندو نسبت به این موضوع شکایت کرد اما مسئولان برگزاری مسابقات نپذیرفتند تا تغییرات در قوانین تکواندو علیزاده را از حضور در رقابت‌های اینچئون ۲۰۱۴ بازدارد.

### قهرمانی جهان ۲۰۱۵
علیزاده در مسابقات جهانی تکواندو ۲۰۱۵ مدال برنز مسابقات را در وزن ۵۷ کیلوگرم به‌دست‌آورد که در تاریخ تکواندوی بانوان ایران بی‌سابقه بود.

### جایزه بزرگ جهانی ۲۰۱۵
علیزاده در سال ۲۰۱۵ و در یکی از مراحل جایزه بزرگ جهانی تکواندو ۲۰۱۵ در مسکو توانست مدال طلا وزن ۵۷ کیلوگرم را با برتری مقابل همه رقیبان‌اش به‌دست بیاورد. وی هوانگ از چین تایپه، ریچل بوت از بریتانیا، جیوم لی از کره جنوبی، مارتینا زوبسیک از بلژیک، و جایده جونز بریتانیایی در دیدار پایانی، مغلوب علیزاده شدند.

### المپیک ریو ۲۰۱۶

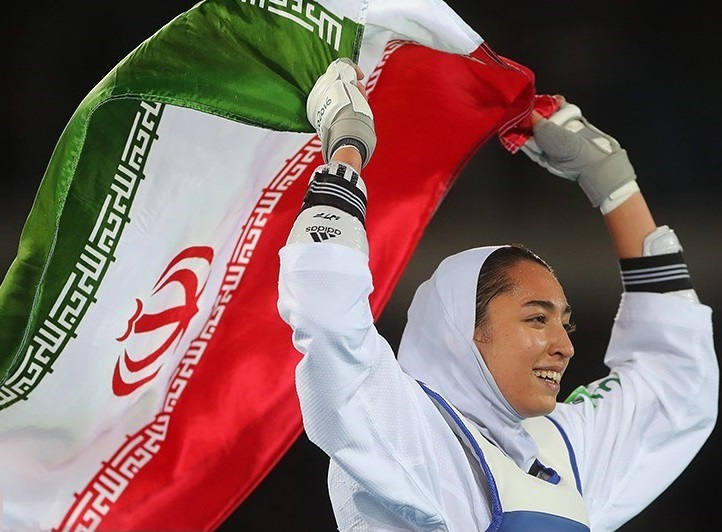
دور افتخار کیمیا علیزاده در بازی‌های المپیک تابستانی ۲۰۱۶ با پرچم ایران

کیمیا علیزاده نماینده ایران در وزن دوم المپیکی زنان در مسابقات انتخابی المپیک در قارهٔ آسیا که نفرات راه‌یافته به دیدار نهایی آن، یک سهمیه برای کمیته ملی المپیک کشورشان به‌دست می‌آوردند شرکت کرد. وی پس از یک دور استراحت به پیکار با فیتریانا یوسف از اندونزی رفت و با نتیجه ۱۹ بر صفر برنده و راهی مرحله نیمه‌نهایی شد. او در دومین گام به پیکار با نیاما گارانگ از نپال رفت که در این دیدار نیز با نتیجه ۱۵ بر ۲ در پایان وقت دوم برنده شد و ضمن راهیابی به دیدار پایانی رقابت‌های وزن ۵۷ کیلوگرم مسابقات انتخابی قارهٔ آسیا، سهمیه بازی‌های المپیک تابستانی ۲۰۱۶ ریو دو ژانیرو را هم برای ایران به‌دست‌آورد.
کیمیا علیزاده در نخستین مبارزه المپیکی خود مقابل آنا زانینویک از کشور کرواسی به پیروزی رسید و مجوز ورود به مرحله یک چهارم نهایی این مسابقات را دریافت نمود.
کیمیا علیزاده در مصاحبه پس از مبارزه نخست خود اعلام کرد مبارزه نخست مانند فینال است و من در این مبارزه مطابق انتظارم ظاهر نشدم.
او در مقابل حریف اسپانیایی خود با نتیجهٔ ۸ بر ۷ شکست خورد. با صعود حریف اسپانیایی علیزاده به دیدار پایانی این وزن، او در گروه شانس دوباره برای دریافت مدال برنز مسابقه داد و در دیدار ماقبل رده‌بندی از سد حریف تایلندی گذشت و راهی مرحله رده‌بندی شد. وی در دیدار رده‌بندی با شکست رقیب سوئدی‌اش ضمن دریافت مدال برنز، توانست عنوان نخستین بانوی مدال‌آور ایران در المپیک را به‌دست‌آورد.

#### واکنش‌ها
- سید علی خامنه‌ای، رهبر جمهوری اسلامی: «من از صمیم قلب از همه زنان ورزشکاری که در عرصه بین‌المللی با حجاب حضور دارند تشکر می‌کنم».[۳۷]
- حسن روحانی، رئیس‌جمهور ایران: دخترم کیمیا، همه مردم به ویژه بانوان ایران‌زمین را شاد کردی؛ شادی همیشگی را برایت آرزومندم.[۳۸]
- شهیندخت مولاوردی، معاون رئیس‌جمهوری: «بی‌تردید این افتخارآفرینی که با غیرت و سختکوشی و شجاعت و اعتمادبه‌نفس مثال‌زدنی شما نصیب کشورمان شد، در تاریخ این دیار و در خاطره مردمان آن به‌ویژه دختران و زنانمان مانا بوده و افق‌های روشنی را فراروی ورزش زنان در دولت تدبیر و امید خواهد گشود».[۳۹][۴۰]
- علی لاریجانی رئیس مجلس: «با پایان یافتن رقابت‌های المپیک ریو دریافت موفقیت‌های کاروان ورزشی کشورمان در این دوره از مسابقات را تبریک گفته و از همه مدال‌آوران و افتخارآفرینان تجلیل می‌کنم. جوانان عزیز و غیرتمند کشورمان با همه توان خویش به رقابت با حریفان پرداختند و نتایج خوبی را در برخی رشته‌ها به دست آوردند که مایه شادی و مباهات ملت شریف ایران شد و در چند رشته نیز علی‌رغم تلاش‌ها و سعی فراوان موفقیتی به دست نیامد که ضرورت دارد با بررسی و برنامه‌ریزی نسبت به رفع این نواقص و افزایش آمادگی و توانمندی‌ها برای دوره‌های بعدی اقدام کرد. در این‌جا لازم می‌دانم به‌طور ویژه از افتخارآفرینی خانم کیمیا علیزاده بانوی قهرمان ایران که برای نخستین بار نیز در رقابت‌ها المپیک موفق به دریافت مدال شدند تقدیر و تشکر کرده و این موفقیت را به همه بانوان کشورمان تبریک و شادباش می‌گویم. در پایان ضمن تبریک مجدد دریافت موفقیت‌های ورزشکاران سرافراز، سربلند و عزت جوانان عزیز کشورمان را از خداوند متعال مسئلت می‌کنم».[۴۱]
- سازمان ملل متحد: «دریافت مدال برنز از سوی کیمیا علیزاده در ریو ۲۰۱۶ و مهم‌تر از آن هموار ساختن راه دیگر بانوان برای دنبال کردن رویاهای خود در زمینه ورزش را به وی تبریک می‌گوییم. «کیمیا علیزاده» این تکواندوکار ایرانی به نخستین ورزشکار زن تاریخ ایران تبدیل شد که برای کشورش در المپیک صاحب مدال شده است. در این پیام تبریک از کیمیا به عنوان منبع الهام بخش یاد شده و در ادامه موفقیت وی را سازمان ملل به همه ایرانیان تبریک گفته است».[۴۲]
- وزارت امور خارجه آمریکا: «دریافت نخستین مدال المپیک تاریخ ورزش زنان ایران را به کیمیا علیزاده و ملت ایران تبریک می‌گوییم».[۴۳]
- وزارت ورزش و جوانان ایران: «آرزو می‌کنیم و امیدواریم دختران و زنان ایرانی، با تلاش و کوشش بیشتر، موانعی را که سر راهشان قرار دارد کنار زده و قله‌های بلندتری را فتح کنند.»
- ترانه علیدوستی، بازیگر سینما: «تازه دوره‌های بعد معلوم می‌شود برای همتایانت چه کردی؛ به آن‌ها اعتماد به نفس دادی و فهماندی این عرصه صحنه آن‌ها هم هست».[۴۴]
- لیلا حاتمی، بازیگر: «تاریخ به تو افتخار می‌کند».[۴۵]
- ده‌ها هزار تن از مردم ایران در صفحه شخصی‌اش در اینستاگرام، به وی تبریک گفتند.[۴۶]

### قهرمانی جهان ۲۰۱۷
فدراسیون جهانی تکواندو، کیمیا علیزاده را به عنوان پرچمدار بیست و سومین دوره رقابت‌های قهرمانی جهان ۲۰۱۷ در کره جنوبی انتخاب کرد. علیزاده در مسابقات جهانی تکواندو ۲۰۱۷ در وزن ۶۷ کیلوگرم روی شیاپ چانگ رفت. وی ابتدا، ماریا اشتیتیچ از کرواسی و سپس تاتیانا کوزمینا از روسیه را شکست داد و به دیدار پایانی راه یافت. علیزاده در رقابت برای دریافت مدال طلا با نتیجهٔ ۱۹ بر ۹ مغلوب روت گباگبی از ساحل عاج شد و روی سکوی دوم جای گرفت. علیزاده در جریان این مسابقات دچار آسیب‌دیدگی شد و پس از بازگشت به ایران به درمان آسیب‌دیدگی خود پرداخت.

### المپیک ۲۰۲۰
کیمیا علیزاده در مسابقات کسب سهمیه المپیک اروپا نتوانست سهمیه حضور در المپیک توکیو ۲۰۲۰ را کسب کند، اما با مجوز بورسیه کمیته ملی المپیک (IOC) توانست زیر پرچم تیم پناهجویان المپیک به میدان برود.
در المپیک ۲۰۲۰ توکیو او توانست جید جونز قهرمان المپیک ۲۰۱۲ و ۲۰۱۶ و نفر اول رنکینگ جهان در آن زمان را شکست بدهد اما در ادامه نتوانست به مدال برسد و پنجم شد.

### قهرمانی اروپا ۲۰۲۱
کیمیا علیزاده در اولین رویداد خود پس از خروج از ایران، در قالب تیم پناهندگان در مسابقات تکواندو قهرمانی اروپا ۲۰۲۱ در صوفیه بلغارستان در وزن ۶۲ کیلوگرم حاضر شد و پس از استراحت در دور نخست، به مصاف جولاناتا تارویدا از لتونی رفت و پس از تساوی ۸–۸ در راند سوم، در راند طلایی حریف خود را شکست داد. او در مرحله یک‌چهارم نهایی با نتیجه ۱۰ بر صفر مغلوب برونا وولتیچ، دارنده مدال برنز جهان از کرواسی شد و از دور مسابقات کنار رفت.

### قهرمانی اروپا ۲۰۲۴
کیمیا علیزاده در مسابقات تکواندو قهرمانی اروپا در مه ۲۰۲۴ مدال طلا در وزن ۶۲ کیلوگرم را به گردن آویخت. او که به تازگی تابعیت بلغارستان را به‌دست آورده بود، تنها مدال تکواندوی زنان و مردان بلغارستان را کسب کرد. او در این مسابقات از سد لونا دی ماتئو از ایتالیا و نادا تسیچ از صربستان گذشت و در نیمه‌نهایی ایوانا آره‌لیچ از کرواسی را شکست داد و در فینال آلیا پاول از انگلیس مغلوب کیمیا علیزاده شد.

### المپیک ۲۰۲۴ پاریس
کیمیا علیزاده برای سومین بار و این بار به عنوان نماینده بلغارستان در وطن ۵۷ کیلوگرم در رقابت‌های المپیک شرکت کرد. او در مسابقه اول مقابل ناهید کیانی نماینده ایران با نتیجه ۲–۱ شکست خورد. و با توجه به صعود کیانی به فینال راهی شانس مجدد شد که در این مرحله با برد در برابر حریفانی از تونس و چین برای دومین بار به مدال برنز رسید.

## خروج از ایران
در ۱۸ دی ۱۳۹۸ برخی خبرگزاری‌ها از بازنگشتن وی از سفر به کشور هلند خبر داده، گفتند که وی در بازی‌های المپیک تابستانی ۲۰۲۰ توکیو، با پرچم کشور هلند بر روی شیاپ چانگ خواهد رفت.
سه روز بعد همزمان با اعتراف سپاه پاسداران به سرنگونی پرواز ۷۵۲، کیمیا علیزاده با انتشار یک پست در حساب کاربری خود در اینستاگرام در مورد وضعیت خود در ایران و مهاجرت‌اش به خارج توضیح داد. دارندهٔ سه مدال جهان و المپیک در این بیانیه از وضعیت خود در ایران ابراز ناراحتی کرد و خود را «یکی از میلیون‌ها زن سرکوب‌شدهٔ ایرانی» دانست و گفت که مقامات جمهوری اسلامی از موفقیت او به عنوان ابزاری تبلیغاتی استفاده کرده‌اند. کیمیا علیزاده در این نوشته به اظهارات عبدالله جوادی آملی از مراجع تقلید واکنش نشان داد که در درس تفسیر قرآن، در واکنش به موفقیت زنان رزمی‌کار ایرانی گفته بود: «فضیلت زن در این نیست که زن و دختر ما برود پایش را دراز کند و یک کسی را بزند و برای ما مدال بیاورد، فأین تذهبون، به کجا می‌رویم.»
کیمیا علیزاده خطاب به مردم ایران گفت: «چون نمی‌خواستم از پله‌های ترقی با نشستن پای سفره فریب، ریا و فساد بالا بروم، به همین خاطر رنج دوری از وطن را به جان خریدم.»
علیزاده در این بیانیه به صحبت‌های هادی ساعی، قهرمان پیشین تکواندوی ایران نیز واکنش نشان داد و او را مردسالار و زن‌ستیز دانست و گفت که مهاجرت کرده تا مانند هادی ساعی نباشد، وی ادامه داد که من یک انسان هستم و می‌خواهم در همین مدار باقی‌بمانم و خواهان یک زندگی شاد و سالم با امنیت هستم. هادی ساعی با انتقاد از مهاجرت کیمیا علیزاده، به خبرگزاری تسنیم گفته بود: «در زمان ما نیز پیشنهادهایی از کشورهای خارجی وجود داشت، اما به قدری به کشورمان پایبند و روی آن حساس بودیم که خجالت می‌کشیدیم و می‌ترسیدیم این مسائل را مطرح کنیم. در حال حاضر مهاجرت برای برخی ورزشکاران تبدیل به زیاده‌خواهی شده است. زیاده‌خواهی کار بسیار زشتی است و هر ورزشکاری باید اعتقاد داشته باشد که زیر پرچم کشور خود باقی بماند. نمی‌دانم چرا یک مرتبه یادشان می‌آید مهاجرت کنند و لذت آنجا بیشتر از عزت ایران برایشان اهمیت دارد. به نظر من پناهندگی یک ذلت بزرگ برای هر شخص و آدمی است».
در ۲۰ بهمن ۱۳۹۹ دولت آلمان درخواست پناهندگی کیمیا علیزاده را پذیرفت. پس از عدم موفقیت در اخذ تابعیت آلمان، علیزاده در سال ۲۰۲۴ تابعیت و گذرنامه کشور بلغارستان را دریافت کرد و از این پس برای بلغارستان رقابت خواهد کرد.

### واکنش‌ها
- شنبه ۱۱ ژانویه ۲۰۲۰، مورگان اورتگس، سخنگوی وزارت خارجه آمریکا از گفته‌های علیزاده، پشتیبانی کرد. وی به خروج این ورزشکار زن جوان ایرانی به خاطر «محدودیت‌ها و فشارها در جمهوری اسلامی» واکنش نشان داد و گفت: «اگر ایران راه توانمند کردن زنان و پشتیبانی از آن‌ها را یاد نگیرد، زنان نیرومند بیشتری را از دست خواهد داد.»[۱۵]
- علی علیزاده نیز با انتشار مصاحبهٔ کیمیا علیزاده در توئیتی او را «خائن به وطن» خواند و نوشت: «ملی‌پوشان ورزشکار عادی نیستند. سرباز وطنند. پرچمی را حمل می‌کنند که برایش صدها هزار خون دادند. پناهندگی‌شان انتخاب فردی نیست. وطن‌فروشی و خیانت آشکار به ایران است.»[۶۱]
- حسین دهباشی هم با «بی‌وفا» خواندن کیمیا علیزاده بیان نمود: «بی‌وفایی؟ بله! خانم علیزاده بی‌وفایی کرد. ورزشکار خوبی بود، اما خب، کودک بود. بزرگ می‌شود روزی. خداکند به آرزوهایش برسد و بعدها وقتی که دید اگر همهٔ طلاهای المپیک را هم بیاویزد، باز جای یک‌وطن، باز جای اشک و لبخند هموطنان‌اش در تهِ وجودش خالی است، بتواند خودش را در آینه تحمّل کند.»[۶۱]
- مهدی علی‌نژاد نمایندهٔ وزارت ورزش نیز با اشاره به دریافت سیصد سکه طلا، یک منزل مسکونی، اتومبیل و پرداخت کامل هزینهٔ چندین عمل جراحی در خارج کشور از طرف وزارت ورزش و اسپانسرش بیان نمود: «من نمی‌خواهم دربارهٔ حمایت‌ها حرف بزنم اما به هر حال خانه‌ای گرفته و سکه‌هایی که دریافت کرده نشان می‌دهد شرایط برایش خیلی هم بد نبوده است.»[۶۲][۶۳]

## نخستین‌ها
نام کیمیا علیزاده به عنوان نخستین زن ورزشکار ایرانی در چند زمینه به ثبت رسیده است.
- نخستین مدال‌آور دختران ایران در قهرمانی نوجوانان جهان (۲۰۱۴ چین تایپه)
- نخستین مدال‌آور دختران ایران در المپیک تابستانی جوانان (۲۰۱۴ نانجینگ)
- نخستین مدال‌آور تکواندو زنان ایران در مسابقات قهرمانی جهان با به دست آوردن مدال برنز (۲۰۱۵)
- نخستین مدال‌آور ورزش زنان ایران در رقابت‌های المپیک با دریافت مدال برنز المپیک (۲۰۱۶)
- نخستین حضور یک زن تکواندوکار ایرانی در دیدار پایانی رقابت‌های تکواندو قهرمانی جهان (۲۰۱۷)[۶۴]

## عناوین ورزشی
| سال  | رتبه | مسابقات                | شهر           | وزن | دسته‌بندی  | امتیاز |
| ---- | ---- | ---------------------- | ------------- | --- | --------- | ------ |
| ۲۰۱۴ |      | قهرمانی جهان           | تایپه         | -۵۲ | جوانان    | ۳۵٫۰۰  |
| ۲۰۱۴ |      | مسابقات آزاد کره       | گیونگجو       | -۵۹ | جوانان    | ۳٫۵۰   |
| ۲۰۱۴ |      | المپیک تابستانی جوانان | نانجینگ       | -۶۳ | جوانان    | ۵۰٫۰۰  |
| ۲۰۱۴ |      | بازی‌ها آزاد ترکیه      | آنتالیا       | -۵۹ | جوانان    | ۳٫۵۰   |
| ۲۰۱۵ |      | مسابقات جام فجر        | تهران         | -۵۷ | بزرگسالان | ۷٫۰۰   |
| ۲۰۱۵ |      | مسابقات آزاد هلند      | آیندهوون      | -۵۷ | بزرگسالان | ۵٫۰۰   |
| ۲۰۱۵ |      | قهرمانی جهان           | چلیابینسک     | -۵۷ | بزرگسالان | ۳۰٫۰۰  |
| ۲۰۱۵ |      | قهرمانی جهان           | مسکو          | -۵۷ | بزرگسالان | ۳۰٫۰۰  |
| ۲۰۱۶ |      | انتخابی المپیک         | مانیل         | -۵۷ | بزرگسالان | ۳۰٫۰۰  |
| ۲۰۱۶ |      | یونان گسترش            | تسالونیکی     | -۶۲ | بزرگسالان | ۷٫۰۰   |
| ۲۰۱۶ |      | المپیک ۲۰۱۶ ریو        | ریو دو ژانیرو | -۵۷ | بزرگسالان | -      |
| ۲۰۱۷ |      | قهرمانی جهان           | موجو          | -۶۲ | بزرگسالان |        |
| ۲۰۱۸ |      | قهرمانی آسیا           | هوشی مین      | -۶۲ | بزرگسالان |        |

## نتایج

### سال ۲۰۱۳
| یک‌هشتم نهایی | یک‌هشتم نهایی | نیکین گوآن | ۶ | : | ۴ | کیمیا علیزاده |

### سال ۲۰۱۴
| یک شانزدهم نهایی | یک شانزدهم نهایی | مادلین فولگمن | ۹ | : | ۸ | کیمیا علیزاده |

### سال ۲۰۱۵
مسابقات قهرمانی جهان
| وزن منفی ۵۲ جوانان |                  |               |    |   |   |                   |
| یک شانزدهم نهایی   | یک شانزدهم نهایی | کیمیا علیزاده | ۱۲ | : | ۰ | تیلور مک لود      |
| یک‌هشتم نهایی       | یک‌هشتم نهایی     | کیمیا علیزاده | ۲۱ | : | ۰ | گلودی گواکی ماسال |
| یک چهارم نهایی     | یک چهارم نهایی   | کیمیا علیزاده | ۱۱ | : | ۰ | آندریانا آسپرگاکا |
| نیمه نهایی         | نیمه نهایی       | کیمیا علیزاده | ۳  | : | ۰ | چاعو سودر         |
| فینال              | فینال            | کیمیا علیزاده | ۹  | : | ۱ | نات روندا         |

مسابقات قهرمانی کره
| نیمه نهایی | نیمه نهایی | کیمیا علیزاده | ۱۳ | : | ۷ | ویلیامز لورن |
| فینال      | فینال      | کیمیا علیزاده | ۷  | : | ۱ | لیزا مارتینا |

مسابقات المپیک جوانان
| وزن منهای ۶۳ کیلوگرم |                |               |    |   |   |               |
| یک‌هشتم نهایی         | یک‌هشتم نهایی   | کیمیا علیزاده | ۲۳ | : | ۰ | اورنلا سوکنز  |
| یک چهارم نهایی       | یک چهارم نهایی | کیمیا علیزاده | ۱۵ | : | ۲ | پانمانز       |
| نیمه نهایی           | نیمه نهایی     | کیمیا علیزاده | ۱۲ | : | ۲ | ناتالیا گومز  |
| فینال                | فینال          | کیمیا علیزاده | ۱۰ | : | ۷ | یولیا تروتینا |

مسابقات آزاد ترکیه
| وزن منهای ۵۹ کیلوگرم |            |               |   |   |   |                 |
| نیمه نهایی           | نیمه نهایی | کیمیا علیزاده | ۶ | : | ۰ | کرنا آرگین زهرا |
| فینال                | فینال      | کیمیا علیزاده | ۸ | : | ۱ | آگریس زلیا      |

| جام فجر وزن منهای ۵۷ کیلوگرم            |                |                 |    |   |    |                  |
| نیمه نهایی                              | نیمه نهایی     | کیمیا علیزاده   | ۱۹ | : | ۷  | محمدی، ریحانه    |
| فینال                                   | فینال          | ZENOORIN، کیمیا | ۱۳ | : | ۲  | بهاره نادرخانلو  |
| مسابقات آزاد هلند وزن -۵۷               |                |                 |    |   |    |                  |
| نیمه نهایی                              | نیمه نهایی     | کیمیا علیزاده   | ۲  | : | ۱  | داریا ژوراولوا   |
| فینال                                   | فینال          | JONES، جید      | ۴  | : | ۳  | کیمیا علیزاده    |
| مسابقات قهرمانی جهان وزن -۵۷            |                |                 |    |   |    |                  |
| ۱/۳۲-آخر                                | ۱/۳۲-آخر       | کیمیا علیزاده   | ۱۰ | : | ۰  | مگدانلا لپوروسکا |
| ۱/۱۶-آخر                                | ۱/۱۶-آخر       | کیمیا علیزاده   | ۴  | : | ۳  | زوبکیک، مارتینا  |
| یک‌هشتم نهایی                            | یک‌هشتم نهایی   | کیمیا علیزاده   | ۵  | : | ۴  | لوییس، شاین      |
| یک چهارم نهایی                          | یک چهارم نهایی | کیمیا علیزاده   | ۱۰ | : | ۹  | جید جونز         |
| نیمه نهایی                              | نیمه نهایی     | هامادا، مایو    | ۵  | : | ۳  | کیمیا علیزاده    |
| مسابقات جایزه بزرگ قهرمانی جهان وزن -۵۷ |                |                 |    |   |    |                  |
| ۱/۸-آخر                                 | ۱/۸-آخر        | کیمیا علیزاده   | ۲  | : | ۰  | راشل قرفه        |
| ۱/۸-آخر                                 | ۱/۸-آخر        | کیمیا علیزاده   | ۲۲ | : | ۱۰ | بیل گوم لین      |
| ۱/۸-آخر                                 | ۱/۸-آخر        | کیمیا علیزاده   | ۱۲ | : | ۰  | هوانگ، یون-ون    |
| نیمه‌نهایی                               | نیمه‌نهایی      | کیمیا علیزاده   | ۸  | : | ۴  | زوبکیک، مارتینا  |
| فینال                                   | فینال          | کیمیا علیزاده   | ۴  | : | ۳  | جید جونز         |
| مسابقات جایزه بزرگ وزن -۵۷              |                |                 |    |   |    |                  |
| یک شانزدهم                              | یک شانزدهم     | کیمیا علیزاده   | ۱۸ | : | ۶  | دیه دیو، بینتا   |
| یک‌هشتم نهایی                            | یک‌هشتم نهایی   | جید جونز        | ۳  | : | ۲  | کیمیا علیزاده    |

### سال ۲۰۱۶
| انتخابی المپیک ریو ۲۰۱۶ وزن -۵۷ |                |               |    |   |   |                                  |
| یک چهارم نهایی                  | یک چهارم نهایی | کیمیا علیزاده | ۱۹ | : | ۰ | یوسف، Shaleha Fitriana           |
| نیمه‌نهایی                       | نیمه‌نهایی      | کیمیا علیزاده | ۱۵ | : | ۲ | گورانگ، از Neema                 |
| فینال                           | فینال          | کیمیا علیزاده | ۳  | : | ۲ | HARNSUJIN, Phannapa              |
| مسابقات یونان وزن -۵۷           |                |               |    |   |   |                                  |
| نیمه نهایی                      | نیمه نهایی     | کیمیا علیزاده | ۷  | : | ۱ | JOVIC VUJAKOVIC، جنس زنبق و سوسن |
| فینال                           | فینال          | کیمیا علیزاده | ۵  | : | ۱ | گلاسنویچ، نیکیتا                 |

#### المپیک ریو ۲۰۱۶
| مقدماتی         | کرواسی  | انا زانینوویک   | ۶  | : | ۷  | کیمیا علیزاده |
| یک چهارم نهایی  | اسپانیا | کالوو گومز      | ۸  | : | ۷  | کیمیا علیزاده |
| انتخابی رده‌بندی | تایلند  | هانسوجین فاناپا | ۱۰ | : | ۱۴ | کیمیا علیزاده |
| دیدار رده‌بندی   | سوئد    | نیکیتا کلانویک  | ۱  | : | ۵  | کیمیا علیزاده |